# Das süße Mädel
Personnages
- Le comte Balduin Liebenburg
- Lizzi, sa nièce
- Hans, son neveu
- Lola Winter
- Florian Lieblich, le peintre
- Fritzi Weyringer, une masseuse
- Prosper Plewny, le secrétiare du comte Balduin
- Klapper, le majordome du comte Balduin
- Max, un ami de Hans
- Anatol, un ami de Hans
- Mizzi, une grisette
- Fanny, une grisette

Airs
- So g'wachsen wie a Bamerl
- Mein Lieber, Sie benehmen sich
- Sie sind kein Mann
- Launische Dame, Glück ist dein Name
- Warum verziehst Du Deinen Mund ?

Das süße Mädel (en français, Charmeresse ou La Grisette ou La charmante fille) est une opérette en trois actes de Heinrich Reinhardt sur un livret d'Alexander Landesberg et Leo Stein, donnée pour la première fois le 25 octobre 1901 au Carltheater, à Vienne.

## Synopsis

### Premier acte
L'atelier du peintre Florian Lieblich
Une joyeuse compagnie attend Lola Winter, la bien-aimée de Hans von Liebenburg et médit sur les absents en les attendant, et sur les œuvres de Lieblich. Lorsque Lola arrive, elle chante So g'wachsen wie a Bamerl (Arrivée comme par surprise). De même, l'oncle de Hans fait aussi son entrée. Le comte Balduin von Liebenburg est accompagné de son secrétaire Prosper Plewny, originaire de Bohême.
Le comte Balduin aimerait que Hans hérite de son comté en Haute-Autriche et lui ordonne d'épouser sa cousine Lizzy. Afin de maintenir la licence sociale, toutes les personnes présentes (pour la plupart, des artistes et des bohémiens) se voient offrir un pot par le comité des fêtes lors d'une fête de charité pour tromper le comte. Hans présente à son oncle Lola Winter et Florian Lieblich comme Florian von Ebenstreit et son épouse et lui demande de les inviter à son domaine.
Fritzi Weyringer apprend tout cela par hasard et, très jalouse, ne veut pas laisser partir Florian ; Lola essaie de la raisonner mais échoue.

### Second acte
Salle du domaine du comte Liebenburg
Durant les festivités pour le futur mariage, le comte Balduin fait la cour à Lola Winter. Il est surpris par Florian que le comte croit être le mari. Entre-temps, Hans et Lizzi se parlent et conviennent de se marier sans aucune manière. Mais Lola refuse absolument que Hans se marie. Par surprise, arrive Fritzi qui fait croire à Klapper, le majordome, que Florian est le mari de Lola. Frizti se cache ensuite dans une armoire.
Un peu plus tard, elle peut voir une scène d'amour entre Lizzi et Prosper alors qu'arrive soudainement Florian qui trouve Fritzi dans l'armoire. Le comte Balduin croit que Fritzi, qu'il n'a jamais vue, est la maîtresse de son neveu. Il l'invite à rester, car il a le vague sentiment qu'elle pourrait être sa fille illégitime. Ainsi il exhorte Hans de se marier avec sa cousine Lizzi. Les idées que se fait son oncle énervent Hans autant qu'il le voit à travers le comportement de Lola.

### Troisième acte
Le boudoir de la villa de Lola Winter
Comme Hans ne veut s'unir avec sa cousine Lizzi, il fuit du manoir de son oncle. Il part retrouver Lola et lui fait une demande en mariage. Dans la villa de Lola, il retrouve Florian et Fritzi qui se sont réconciliés.
Le comte Balduin éprouve des remords, parce qu'il a fait du charme à Lola et qu'il tient Fritzi pour sa fille illégitime. Par conséquent, il n'est pas difficile à Hans de tout lui expliquer et de laisser se marier Lizzi et Prosper. En outre, Fritzi reçoit la bénédiction du comte avec une riche dot et peut épouser Florian.
À la grande joie de tous, il s'avère que Fritzi n'est pas la fille de Balduin, mais que le majordome Prosper est le fils illégitime du comte.